# Andrej Teresjin

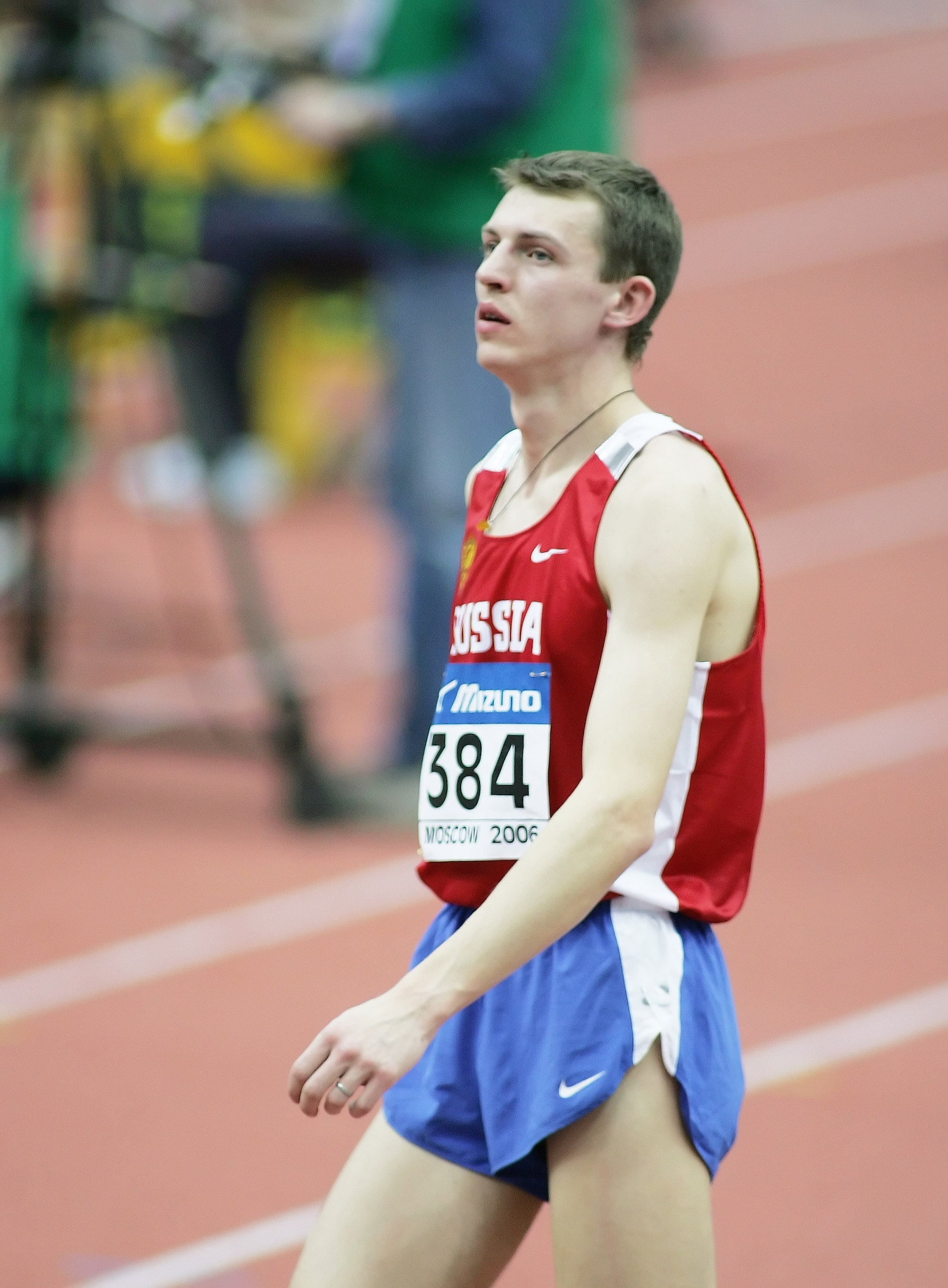
Andrej Teresjin

Andrej Teresjin, född den 15 december 1982, är en rysk friidrottare som tävlar i höjdhopp.
Teresjin deltog vid EM inomhus 2005 och slutade på en åttonde plats med ett hopp på 2,24. Vid VM utomhus samma år blev han utslagen redan i kvalet. 
Vid Inomhus-VM 2006 i Moskva blev han silvermedaljör efter ett hopp på 2,35. Han blev sjua vid EM inomhus 2007. 
Vid VM 2007 i Osaka, inomhus-VM 2008 i Valencia och VM 2009 i Berlin blev han utslagen i kvalet.
Teresjin är 195 cm lång och väger 77 kg.

## Personliga rekord
- Höjdhopp utomhus - 2,34 meter (17 juni 2007 i Warszawa)
- Höjdhopp inomhus - 2,40 meter (17 februari 2006 i Moskva)